# Keisuke Hayashi
Keisuke Hayashi (林 佳祐 Hayashi Keisuke?), född 25 juli 1988 i Hyōgo prefektur, är en japansk fotbollsspelare.
Hayashi började sin karriär 2011 i Vissel Kobe. 2014 flyttade han till Gainare Tottori. Efter Gainare Tottori spelade han för Nara Club.